# Here I Am (album de Kelly Rowland)
Albums de Kelly Rowland
Ms. Kelly
(2007) Talk a Good Game
(2013)
Here I Am est le troisième album studio de la chanteuse américaine Kelly Rowland, sorti le 22 juillet 2011.
L'album a débuté à la première place du Top R&B/Hip-Hop Albums aux États-Unis, et numéro 3 aux Billboard 200 qui s'est vendu à 77 000 exemplaires la semaine de sa sortie.
Les singles issus de l'album qui rencontrent le succès sont: Commander, Motivation et Down for Whatever. 

## Genèse de l'album
En mars 2009, il a été révélé que la chanteuse se séparait de Columbia Records. En parlant de sa décision de partir, Rowland a déclaré: "en tant qu’artiste solo, j’ai ressenti le besoin d’explorer de nouvelles directions, de nouveaux défis et de nouvelles libertés en dehors de ma zone de confort et mes amis et ma famille à Columbia ont été incroyablement compréhensifs quant à mon évolution. Je tiens à remercier tout le monde à Columbia pour son amour et son soutien et je n'oublierai jamais les bons moments passés au fil des ans. "Il a également été annoncé en mars que Guetta publiait" When Love Prend ", sa collaboration avec Rowland. La chanson a continué à être un succès mondial pour le duo. Jason Lipshutz de Billboard a déclaré que "le succès vient à un moment intrigant de la carrière de Rowland", après avoir noté qu'elle avait décroché un poste d'animatrice dans le défilé de mode de Bravo et qu'elle se trouvait entre deux labels.
En octobre 2009, il avait été suggéré que le succès du single avait amené Rowland à envisager de signer un nouveau contrat d'enregistrement avec EMI Music. En dépit de déclarations antérieures, Rowland a déclaré à Entertainment Weekly en 2010 qu'elle n'avait pas quitté Columbia Records de son propre chef. Elle a été abandonnée parce que son album précédent, Mme Kelly (2007), n'avait pas eu de succès commercial. Puis, en mai 2010, les spéculations sur le nouveau disque de Rowland ont pris fin lorsqu'un communiqué de presse officiel a révélé qu'elle avait signé avec Universal Motown Records. C'est lors de l'enregistrement dans les studios avec Guetta que Rowland a attiré l'attention de la responsable d'Universal Motown, Sylvia Rhone, qui a conduit au nouvel accord. Sur la décision d’accepter le label de Rhone, Rowland a déclaré: "Ils m’ont vraiment embrassé et m'ont préparé à réussir. J’ai décidé, après mûre réflexion, de signer avec Universal Motown non seulement en raison de leurs antécédents de succès, mais aussi ils mettent vraiment leurs artistes en premier ". Here I Am a un son distinctement différent des précédents albums de Rowland. Simply Deep (2002) a suivi un son rock-dance, tandis que Mme Kelly a présenté un son urbain. Cependant, sur son troisième album, il y a beaucoup de morceaux up-tempo. L'album est spécialement conçu pour des marchés particuliers, avec la version américaine de l'album présentant des enregistrements plus traditionnels de R & B et de pop, tandis que la version internationale de l'album présente davantage un son "up-tempo dancey".

## Liste des pistes
| 1.    | I'm Dat Chick                      | Christopher "Tricky" Stewart, Ester Dean, Lamont Neuble                                                                                                   | Tricky Stewart, Kuk Harrell                | 4:04 |
| 2.    | Work It Man (feat Lil Playy)       | Rodney "Darkchild" Jerkins, Priscilla Renea Hamilton, LaShawn "Big Shiz" Daniels, Kelly Rowland, Darrell Davidson                                         | Rodney Jerkins, LaShawn "Big Shiz" Daniels | 4:10 |
| 3.    | Motivation (feat Lil Wayne)        | James Scheffer, Rico Love, Daniel Morris, Dwayne Carter                                                                                                   | Jim Jonsin, Rico Love                      | 3:50 |
| 4.    | Lay It On Me (feat Big Sean)       | Ester Dean, Chauncey Hollis, Sean Anderson | Hit-Boy                                    | 4:03 |
| 5.    | Feelin' Me Right Now               | Rico Love, Earl Hood, Eric Goudy II | Rico Love, Earl Hood, Eric Goudy II        | 3:57 |
| 6.    | Turn It Up                         | Rodney "Darkchild" Jerkins, Priscilla Renea Hamilton, Thomas Lumpkins, John J. Conte, Jr.                                                                 | Rodney Jerkins, LaShawn "Big Shiz" Daniels | 3:36 |
| 7.    | All Of The Night (feat Rico Love)  | Luther R. Campbell, David P. Hobbs, Mark D. Ross, Christopher Wongwon, Rico Love, Jermaine Jackson, Andrew Harr, David L. Anderson II, Jon-David Anderson | The Runners, Rico Love                     | 3:51 |
| 8.    | Keep It Between Us                 | J. J-Doe Smith, Joseph "Lonny" Bereal, Amber "Sevyn" Streeter, Kelly Rowland, Christopher "C4" Umana                                                      | Humana                                     | 4:10 |
| 9.    | Commander (feat David Guetta)      | Kelly Rowland, Rico Love, David Guetta, Sandy Vee | David Guetta, Sandy Vee, Rico Love         | 3:39 |
| 10.   | Down For Whatever (feat The Wav's) | RedOne, Teddy Sky, Jimmy Joker, Bilal The Chef | RedOne, Jimmy Joker, The Wav's             | 3:55 |
| 39:25 |                                    | |                                            |      |

| Edition Deluxe | Edition Deluxe                                 | Edition Deluxe                                                                              | Edition Deluxe                      | Edition Deluxe | Edition Deluxe | Edition Deluxe | Edition Deluxe | Edition Deluxe | Edition Deluxe |
| No             | Titre                                          | Auteur                                                                                      | Producteurs                         | Durée          |                |                |                |                |                |
| -------------- | ---------------------------------------------- | ------------------------------------------------------------------------------------------- | ----------------------------------- | -------------- | -------------- | -------------- | -------------- | -------------- | -------------- |
| 11.            | Heaven & Earth                                 | Shaffer Smith, Mikkel Eriksen, Tor Hermansen                                                | Stargate, Ne-yo                     | 3:37           |                |                |                |                |                |
| 12.            | Each Other                                     | Karriem Mack, Sean Owens, Mauric Wade, Nigel Talley, Rico Love                              | Souldiggaz                          | 3:48           |                |                |                |                |                |
| 13.            | Movitation (Rebel Rock Remix) (feat Lil Wayne) | James Scheffer, Rico Love, Daniel Morris, Dwayne Carter                                     | Jim Jonsin, Rico Love               | 3:41           |                |                |                |                |                |
| 14.            | Commander (Urban Remix) (feat Nelly)           | Rico Love, Earl Hood, Eric Goudy II, Kelly Rowland, David Guetta, Sandy Vee, Cornell Haynes | Rico Love, Earl Hood, Eric Goudy II | 4:09           |                |                |                |                |                |
| 54:29          |                                                |                                                                                             |                                     |                |                |                |                |                |                |